# マイク・ウッドソン
マイケル・ディーン・"マイク"・ウッドソン（Michael Dean "Mike" Woodson, 1958年3月24日 - ）は、アメリカ合衆国の元バスケットボール選手。インディアナ州インディアナポリス出身。アメリカ男子プロバスケットボールリーグNBAのニューヨーク・ニックスの元ヘッドコーチ。

## 経歴

### プレーヤー
インディアナ大学卒業後、1994年のドラフトでNBAのニューヨーク・ニックスに1巡目12位で指名されプロキャリアをスタートした。
1シーズン後、ニュージャジー・ネッツを経てカンサス・シティー/サクラメント・キングスへ移籍し、1986までプレーし、ロサンゼルス・クリッパーズ、ヒューストン・ロケッツ、クリーブランド・キャバリアーズでプレーの後引退した。
キャリアの実績は、10,981得点(14.0ppg)、1,838リバウンド(2.3rpg)、1,82アシスト(2.3apg)。

### コーチ
1996年にミルウォーキー・バックスのアシスタントコーチとして、コーチングのキャリアをスタートし、その後、クリーブランド・キャバリアーズ、フィラデルフィア・セブンティシクサーズ、デトロイト・ピストンズのアシスタントコーチを合計8シーズン務め、2004年よりアトランタ・ホークスのヘッドコーチに就任した。6シーズン務め、後半3シーズンでプレーオフ進出を果たすが、1stラウンド突破が限界だった。その後ニューヨーク・ニックスのアシスタントコーチを経て、2011-2012年シーズン途中マイク・ダントーニの解任を受けて、ヘッドコーチに就任。2013-2014年シーズン終了後に解任された。